# アッライ
アッライ（イタリア語: Allai）は、イタリア共和国サルデーニャ自治州オリスターノ県にある、人口約400人の基礎自治体（コムーネ）。

## 地理

### 位置・広がり

#### 隣接コムーネ
隣接するコムーネは以下の通り。
- ブザーキ
- フォルドンジャーヌス
- ルイーナス
- サムゲーオ
- シアマンナ
- シアピッチーア
- ヴィッラウルバーナ